# Incident de la rosée douce
L'incident de la rosée douce (chinois traditionnel : 甘露事變), ou incident Ganlu (chinois traditionnel : 甘露之變), qui se déroule le 14 décembre 835,, est une tentative d'élimination physique des eunuques de la Cour Impériale chinoise menée par l'empereur Tang Wenzong, avec l'aide du chancelier Li Xun et du général Zheng Zhu. Cette tentative échoue lorsque les eunuques comprennent ce qui arrive et contre-attaquent avec l’appui des soldats de la garde Shence, qui sont sous leurs ordres. Li Xun, Zheng Zhu, ainsi que beaucoup de leurs associés et d'autres fonctionnaires sont tués, ce qui permet aux eunuques de contrôler encore plus étroitement l'empereur Wenzong et son gouvernement,.

## Situation avant l'incident
Lorsqu'ils arrivent à la Cour Impériale des Tang, Li Xun et Zheng Zhu sont des amis et associés du puissant eunuque Wang Shoucheng et c'est ce dernier qui les présente à l'empereur Wenzong. Néanmoins, avec le temps, Wenzong commence à montrer des signes de ressentiment envers les eunuques, qu'il trouve beaucoup trop puissants. En effet, ces derniers contrôlent la garde Shence, qui est alors la seule unité militaire sous les ordres directs des Tang, et ils ont un poids politique de plus en plus important au sein de la Cour Impériale. À ce stade, Li et Zheng font partie de ses amis proches et ils ne peuvent pas être soupçonnés par les eunuques, puisque c'est Wang qui les a introduits. Wenzong s'ouvre à eux et tous les trois commencent à comploter pour éliminer les eunuques. Lors de l'été 835, Li et Zheng persuadent Wenzong d'appliquer un plan détaillé en trois phases pour pacifier l'Empire : d'abord détruire les eunuques, puis récupérer les terres perdues au profit de l'Empire du Tibet et enfin détruire les seigneurs de la guerre du nord du fleuve Jaune.
Ils commencent à appliquer ce plan au cours de l'été 835. Dans un premier temps, Wenzong rogne une partie du pouvoir de Wang en donnant le commandement de l'une des deux gardes Shence à l'eunuque Qiu Shiliang, qui est un rival de Wang, et en l'éloignant d'un autre eunuque, Wei Yuansu (韋元素). Wang Shoucheng était également en conflit avec Wei et les eunuques responsables de la communication du palais, à savoir Yang Chenghe (楊承和) et Wang Jianyan (王踐言). Pour apaiser Wang, tout en éliminant Wei, Yang et Wang Jianyan, Wenzong éloigne ces derniers de Chang'an, la capitale, en les nommant surveillants de trois circuits différents. Par la suite, l'empereur envoie aux trois eunuques un édit leur donnant l'ordre de se suicider. Toujours dans le cadre du plan, Zheng part de Chang'an pour être nommé gouverneur militaire (Jiedushi) du circuit de Fengxiang (鳳翔), afin qu'il puisse rassembler des troupes à utiliser contre les eunuques. Li Xun et Zheng Zhu ont aussi repéré six eunuques qui étaient entrés en conflit avec Wang Shoucheng par le passé, à savoir Tian Yuancao (田元操), Liu Xingshen (劉行深), Zhou Yuanzhen (周元稹), Xue Shigan (薛士幹), Sixian yiyi (似先義逸), et Liu Yingchan (劉英). Comme pour Yang Chenghe et Wang Jianyan, ils sont tous les six nommés surveillants dans six circuits lointains, pendant que le lettré Gu Shiyong (顧師邕) prépare des édits à envoyer plus tard dans lesdits circuits pour leur ordonner de se suicider.
Pendant l'hiver 835, l'empereur Wenzong, suivant les conseils de Li et Zheng, envoie du vin empoisonné à Wang Shoucheng afin de le tuer. Comme prévu par les comploteurs, Wang meurt. La suite du plan de Li et de Zheng prévoyait d'utiliser l'enterrement de Wang, qui doit avoir lieu le 20 décembre, pour passer à l'action. Zheng devait ramener ses gardes personnels à Chang'an pour assister à l'enterrement, auquel les eunuques étaient tous censés assister. Les gardes de Zheng devaient alors attaquer les eunuques par surprise et les tuer. Cependant, Li Xun, devenu entretemps chancelier, est jaloux de Zheng et ne compte pas lui laisser tout le crédit de l'élimination des eunuques. Il décide donc d'agir avant lui et commence par faire nommer Guo Xingyu (郭行餘) gouverneur militaire du circuit de Binning (邠寧); Wang Fan (王璠) gouverneur militaire du circuit de Hedong (河東); Luo Liyan (羅立言) maire par intérim de Jingzhao et Han Yue (韓約) général de la garde impériale. Il compte sur ses quatre alliés pour rassembler des troupes et être prêt à agir contre les eunuques avant Zheng. Selon les historiens chinois, seules ces quatre personnes ainsi que Li Xiaoben (李孝本), le chef adjoint de la censure impériale, et le chancelier Shu Yuanyu sont alors au courant des plans de Li.

## Déroulement des événements

### Début de l'attaque de Li Xun et ses alliés
Le 14 décembre 835, Wenzong organise une réunion impériale au Hall Zichen (紫宸殿), avec les officiels de la Cour. Han Yue, qui est le Général du corps d'armée Jinwu de Gauche (左金吾), se présente devant l'empereur et tout le monde s'attend à ce qu'il fasse l'habituel rapport des généraux des Jinwu de Gauche et de Droite indiquant que tout va bien. À la place, il annonce que, durant la nuit précédente, une rosée douce (甘露), ou Ganlu en chinois, s'est déposée sur un arbre à grenade situé à l'extérieur du quartier général du corps d'armée Jinwu de Gauche. Cela dit, il s'incline devant Wenzong et les chanceliers font immédiatement le nécessaire pour que les autres fonctionnaires félicitent l'empereur, la Ganlu étant considérée comme un signe de faveur divine. Li Xun et Shu Yuanyu suggèrent que Wenzong aille observer la Ganlu lui-même afin qu'il puisse recevoir la bénédiction du ciel. Wenzong accepte et les fonctionnaires partent pour le Hall Hanyuan (含元殿), qui se situe près du quartier général concerné. Wenzong lui-même prend place dans une litière et se rend à Hanyuan.
Une fois tout le monde sur place, Wenzong donne l'ordre aux Chanceliers, ainsi qu'aux fonctionnaires du Bureau d'examen (門下省, Menxia Sheng) et du Bureau législatif (中書省, Zhongshu Sheng) d'examiner cette Ganlu. Une fois cela fait, Li Xun revient et annonce : "Après que nous l'ayons examinée, il me semble qu'il ne s'agit pas d'une vraie Ganlu. Cela ne devrait pas être annoncé immédiatement, sinon, l'Empire vous féliciterait prématurément." Wenzong laisse apparaître sa surprise et ordonne à Qiu Shiliang ainsi qu'à Yu Hongzhi(魚弘志), le commandant de la garde Shence, d'aller examiner la Ganlu avec les autres eunuques.
Dès que les eunuques ont quitté le Hall Hanyuan, Li y convoque Guo Xingyu et Wang fan, avant de déclarer : «Soyez prêt à recevoir l'édit.» Effrayé, Wang ne fait rien en présence de Wenzong, mais Guo obtempère et s'agenouille devant l'empereur. Pendant ce temps, plusieurs centaines de soldats de Wang et Guo attendaient à l'extérieur de la porte Danfeng (丹鳳門), soit juste en dehors du Hall Hanyuan. Li Xun leur ordonne de passer la porte pour recevoir l'édit, mais seuls les soldats de Wang entrent, ceux de Guo restant sur place.
Pendant ce temps, Qiu et les autres eunuques sont arrivés au quartier général du corps d'armée Jinwu de Gauche. À ce moment-là, Han Yue commence à avoir peur, devient nerveux et se met à transpirer. En le voyant ainsi, Qiu commence à sentir que quelque chose ne va pas. Soudain, une rafale de vent fait tomber un paravent et Qiu voit alors de nombreux soldats armés et entend des bruits d'armes. Surpris, Qiu et les autres eunuques courent rapidement vers l'extérieur. Alors que les gardes de la Jinwu sont sur le point de fermer les portes pour les bloquer, Qiu leur hurle dessus et, stupéfait, les gardes laissent passer les fuyards. Immédiatement, Qiu et les autres eunuques repartent vers le Hall Hanyuan et se préparent à faire un rapport à Wenzong sur ce qui se passe.

### La bataille du Hall Hanyuan
Lorsque Li voit les eunuques revenir dans le Hall, il crie aux gardes de la Jinwu de protéger l'empereur et il leur promet des récompenses. De leur côté, les eunuques crient qu'il y a une urgence et que l'empereur doit retourner immédiatement au Palais. Ils attrapent la litière de l'empereur Wenzong, l'y mettent dessus et courent vers le Nord en traversant le paravent cordé situé derrière le hall Hanyuan, et le brisent au passage, pour rejoindre le palais le plus vite possible. Li court après la litière et l'attrape en criant, "je n'ai pas terminé mon rapport, et votre majesté impériale ne devrait pas retourner au Palais!"
À ce moment, les gardes de la Jinwu sont dans le hall Hanyuan, ainsi que les membres de la police gouvernementale de Jingzhao, dirigés par Luo Liyan, et les gardes du Bureau de la censure impériale dirigés par Li Xiaoben. Tous attaquent les eunuques et tuent ou blessent plus de 10, ce qui n’empêche pas les survivants de continuer à porter la litière de l'empereur Wenzong et de traverser la porte Xuanzheng (宣政門) pour pénétrer dans le palais. Li, qui s'accroche encore à la litière, exhorte l'empereur Wenzong à s'arrêter, mais ce dernier lui crie de se taire. L'eunuque Chi Zhirong (郗志榮) frappe alors Li Xun à la poitrine et ce dernier tombe au sol. La litière finit alors de passer la porte Xuanzheng, qui est fermée sous les acclamations des eunuques. Les soldats et officiers présents dans le hall Hanyuan s'arrêtent un instant, puis s'enfuient, comprenant que le complot a échoué. De son côté, Li Xun met un uniforme vert appartenant aux membres de son personnel, récupère un cheval, et s'enfuit en répétant bruyamment tout le long du chemin: «quel crime ai-je commis pour être exilé? ". Son stratagème fonctionne, car personne sur la route ne le soupçonne d'être Li. Pendant ce temps, Shu Yuanyu, et les autres chanceliers Wang Ya et Jia su retournent au Bureau des Chanceliers et pensent qu'ils seront bientôt convoqués par l'empereur Wenzong pour statuer sur la marche à suivre. Lorsque les fonctionnaires du Bureau viennent leur demander ce qui s'est passé, ils leur répondent de continuer à travailler et de ne pas s'inquiéter.

### Le massacre des fonctionnaires
À ce stade des opérations, Qiu Shiliang et les autres eunuques ont réalisé que l'empereur Wenzong est complice de ce complot et ils le maudissent ouvertement en sa présence. Selon les historiens chinois, Wenzong a tellement peur qu'il est alors incapable de parler. Pendant ce temps, Qiu et les autres eunuques envoient Liu Tailun (劉泰倫) et Wei Zhongqing (魏仲卿), deux officiers de la garde Shence ayant chacun 500 soldats en armes sous leurs ordres, attaquer ceux qu'ils considèrent comme des alliés de Li et de Zheng Zhu.
Ne se doutant pas de ce qui se prépare, Wang Ya et les autres chanceliers étaient prêts à tenir leur habituelle conférence du déjeuner. C'est alors qu'un membre du personnel vient les avertir : «les soldats sortent du palais et tuent tous ceux qu'ils rencontrent!». Les Chanceliers, incapables de se mettre rapidement à cheval, s'enfuient à pied, accompagnés des fonctionnaires des bureaux législatifs et d'examen, ainsi que des soldats de la Jinwu, soit un total de plus de 1 000 personnes qui s'entassent dans le goulot d'étranglement que représente la porte du bureau des Chanceliers. Finalement, les portes sont fermées alors qu'à peu près 600 personnes sont toujours piégées à l'intérieur, et les soldats de la Shence rentrent, puis les massacrent. D'autres soldats de la Shence sont également envoyés fermer toutes les portes de la cité impériale et entrer dans divers bureaux gouvernementaux pour attaquer les fonctionnaires. Selon les sources de l'époque, les fonctionnaires, les gardes et les civils qui se trouvent alors dans les bureaux, soit plus de 1000 personnes, sont tous massacrés. Divers dossiers, sceaux, livres et autre matériel appartenant au gouvernement sont détruits pendant le massacre. Les eunuques envoient également des cavaliers en dehors de la cité impériale pour tenter de capturer ceux qui ont fui.
Shu Yuanyu est capturé après avoir changé son uniforme contre des vêtements civils et alors qu'il se prépare à s'enfuir à cheval en passant par la porte Anhua (安化門). Wang Ya, qui a plus de 70 ans, marche jusqu'à un magasin de thé situé dans le Xian de Yongchang (永昌里), où il est capturé. Les soldats de la Shence l’emmènent jusqu’à leur quartier général, où il est torturé. Incapable de supporter la douleur, Wang fait de faux aveux et dit à ses tortionnaires que lui et Li avaient l'intention de renverser l'empereur Wenzong et de soutenir l’accession au trône de Zheng comme nouvel empereur. Wang Fan s'enfuit jusqu'à son manoir du Xian de Changxing (長興里), et ordonne aux soldats du Circuit de Hedong de garder ledit manoir. Quand les officiers de la Shence arrivent sur place, il se mettent à crier : "Wang Ya a commis une trahison. L'empereur veut que tu prennes un poste de chancelier, et le commandant Yu voulait que je vienne te saluer." Wang Fan les croit et sort de son manoir. Ce n'est que lorsque les officiers commencent à le féliciter d'un ton moqueur que Fan se rend compte qu'il a été trompé. Les soldats de la garde Shence capturent également Luo Liyan dans le Xian de Taiping (太平里), ainsi que les parents de Wang ya et ses domestiques. Tous finissent emprisonnés. Li Yuangao (李元臯), le cousin de Li Xun, est tué.
Pendant ce temps, sous couvert de chercher les complices de Li et des chanceliers, les soldats de la Shence se livrent au pillage des habitations des ménages les plus fortunés de la capitale. Par exemple, comme Hu Zheng (胡證), l'ancien gouverneur militaire du circuit de Lingnan (嶺南), est extrêmement riche, les soldats de la Shence ont utilisé comme excuse le fait de rechercher Jia Su pour entrer dans son manoir et tuer son fils Hu Yin (胡溵). Les habitations des hauts fonctionnaires Luo Rang (羅讓), Hun Hui (渾鐬) et Li Zhi (黎埴) sont pillées de la même manière. Les chroniques chinoises rapportent que beaucoup de voyous et autres bandits ont également utilisé cette occasion pour se venger et piller.

### Exécutions des chanceliers et des comploteurs
Le matin du 15 décembre, lorsque les fonctionnaires survivants veulent entrer dans le palais pour assister à la réunion impériale de routine qui se tient au Hall Zichen, la porte Jianfu (建福門) reste fermée jusqu'au lever du soleil. Lorsqu'elle finit par s'ouvrir, les soldats de la Shence qui la gardent n'autorisent chaque fonctionnaire à rentrer qu'avec un seul assistant. Aucun des Chanceliers ou censeurs impériaux n'assiste à la réunion, et beaucoup d'autres hauts fonctionnaires sont également absents. Quand l'empereur Wenzong demande pourquoi les chanceliers ne sont pas là, Qiu Shiliang répond: "Wang Ya et les autres ont commis une trahison, et ils ont été arrêtés." Qiu montre la confession de Wang Ya à l'empereur Wenzong et aux Pushe (僕射) Linghu Chu et Zheng Tan. Après avoir lu ces aveux, Wenzong est à la fois attristé et irrité et demande à Linghu et Zheng s'il s'agit bien de l'écriture de Wang Ya. Lorsque les Pushe le lui confirment, Wenzong répond "alors même l'exécution n'est pas suffisante pour leurs crimes." Il donne ensuite l'ordre que Linghu et Zheng prennent la charge du Bureau des Chanceliers et y règlent tous les problèmes, et que Linghu rédige un édit pour expliquer tout ce qui s'était passé, ce qui revient à déclarer la culpabilité de Wang Ya et des autres chanceliers. Linghu même sa tache à bien, mais son édit est rédigé en utilisant un langage terne pour décrire la prétendue trahison de Wang Ya et de Jia Su, ce qui met en colère Qiu. Au final, si Zheng est bien fait Chancelier, Linghu reste un simple Pushe. À cette date, les pillages dans les rues se poursuivent. Pour y remédier, les eunuques ordonnent à Yang Zhen (楊鎮) et Jin Suiliang (靳遂良), deux officiers de la Shence, de prendre 500 soldats chacun et de rétablir la sécurité dans les rues principales de Chang'an. Les soldats descendent donc dans la rue, en faisant battre des tambours pour avertir les pillards, et finissent par rétablir l'ordre après avoir tué environ 10 voyous. Jia Su avait réussi à se débarrasser de son uniforme pour revêtir des vêtements civils et depuis les événements du 14, il vit caché parmi le peuple. Mais après une nuit de cette vie clandestine, il finit par se convaincre qu'il n'a aucun moyen à sa disposition pour fuir. Il échange alors sa tenue civile pour des vêtements de deuil, monte sur un âne et va à la porte de Xing'an (興安門), où il explique aux gardes qui il est et demande à être livré aux soldats de la Shence, ce qui est fait sans délais. De son côté, Li Xiaoben utilise le même subterfuge que Li Xu en mettant un uniforme vert de serviteur, mais garde une ceinture d'or. Il couvre son visage avec un chapeau et essaye de s'enfuir à cheval jusqu'à Fengxiang. Vaine tentative, car les gardes de la Shence le capturent alors qu'il est juste à l'ouest de Xianyang (咸陽),.
Le 16 décembre, Zheng Tan est nommé chancelier et Li Xun arrive aux monts Zhongnan (終南山), où il tente de trouver refuge auprès du moine bouddhiste Zongmi, qui est un de ses amis. Au début, Zongmi veut tonsurer Xun pour le déguiser en moine, mais ses disciples l'exhortent à ne pas accepter le fuyard au sein de la communauté. Li Xun quitte donc les monts Zhongnan et tente de fuir vers Fengxiang. En chemin, il est intercepté par Song Chu (宋楚), le défenseur de Zhouzhi (盩厔), qui l'arrête et l’envoie à Chang'an. Lorsque l'escorte de Li Xun arrive au niveau de l'étang de Kunming (昆明池), Li, craignant que les eunuques ne le torturent et l'humilient, demande à l'officier qui l'escorte de le décapiter pour que les soldats de la Shence ne puissent s'emparer de lui et prendre la gloire eux-mêmes. L'officier accepte et décapite Li, avant de livrer sa tête à Chang'an.
Le 17 décembre, Li Shi, qui avait été muté par Luo Liyan au poste de maire de Jingzhao, est nommé chancelier ainsi que le directeur des finances. Le même jour, une grande procession est organisée pour les exécutions des Chanceliers et des principaux associés de Li Xunt. 300 soldats de la garde Shence de la gauche, transportant la tête de Li en avant de la procession, escortent Wang Ya, Wang Fan, Luo et Guo Xingyu. Dans le même temps, 300 soldats de la garde Shence de la droite escortent Jia, Shu Yuanyu et Li Xiaoben. Les fonctionnaires sont emmenés aux sanctuaires ancestraux et aux sanctuaires des dieux de la terre, où ils sont présentés comme s'ils étaient des animaux à sacrifier. Ensuite, ils défilent sur les marchés de l'est et de l'ouest de Chang'an. Sous la supervision des autorités impériales, ils sont exécutés en étant coupés en deux au niveau de la taille, puis leurs têtes sont coupées et accrochées à l'extérieur de la porte Xing'an. Leurs proches, peu importe leur niveau de parenté, sont également exécutés, y compris les enfants, et certains qui, dans un premier temps, avaient échappé à la mort, deviennent des esclaves du gouvernement. Les chroniques chinoises de l'époque prétendent que, pendant ces quelques jours, aucune des décisions prises au nom de l'empereur Wenzong n'a été voulue par lui ou même connue de lui et qu'elles sont toutes le fait de Qiu et Yu Hongzhi.
Le 18 décembre, Gu Shiyong est arrêté pour avoir rédigé les édits donnant l'ordre au six eunuques partis enquéter dans des Circuits de se suicider, ceci alors que ces édits ont été totalement ignorés par leurs destinataires. Pendant ce temps, Zheng Zhu, ignorant tout des actions de Li, continue d'appliquer le plan initial et part de Fengxiang avec ses gardes. Quand il arrive à Fufeng (扶風), Han Liao (韓遼), le magistrat du Xian de Fufeng prend conscience du plan de Zheng et refuse de lui fournir le ravitaillement dont il a besoin, avant de s’enfuir à Wugong (武功). Quand Zheng apprend que Li a agi de son propre chef et a échoué, il retourne à Fengxiang. Son subordonné Wei Hongjie (魏弘節) lui suggère de tuer Zhang Zhongqing (張仲卿), qui est l'eunuque chargé de surveiller le circuit de Fengxiang, ainsi qu'un certain nombre d'officiers, mais Zheng, terrifié, ne sait pas quoi faire. Dans le même temps, Qiu rédige un édit au nom de l'empereur Wenzong, qu'il envoie à Zhang Zhongqing et dans lequel il lui donne l'ordre d'agir contre Zheng. Au début, Zhang ne sait pas quoi faire, jusqu'à ce que l'officier Li Shuhe (李叔和), lui propose de tendre un piège à Zheng Zhu en l'invitant à une fête. Li Shuhe distribue nourriture et boissons aux gardes de Zheng, puis, pendant la fête, profite d'un moment de distraction de Zheng pour le tuer et le décapiter. Il fait ensuite tuer les gardes de Zheng, sa famille, ainsi qu'un grand nombre de membres du personnel du défunt. Zhang envoie ensuite Li Shuhe livrer la tête de Zheng à Chang'an, où il arrive le 20 décembre. Or, depuis le 19 décembre, les eunuques ont préparé des troupes et mis la ville sur le pied de guerre, au cas où Zheng lancerait une attaque. Ces préparatifs ont provoqué une grande panique au sein de la population de la capitale, qui ne se calme que lorsque la tête de Zheng est accrochée sur la porte de Xing'an. En ce qui concerne Han Yue, il est capturé le 20 décembre et exécuté le 21 décembre,.

## Conséquences
Après cet incident, les eunuques, dirigés par Qiu Shiliang et Yu Hongzhi, contrôlent complètement la scène politique pendant un certain temps. Quand les six eunuques qui avaient reçu l'ordre de se suicider retournent à Chang'an, Tian Yuancao prétend qu'il était prêt à massacrer les fonctionnaires, ce qui provoque un nouveau mouvement de panique de grande ampleur à Chang'an. Ce n'est qu'après avoir vu que Li Shi et le général Chen Junshang (陳君賞) restent calmes que la population de la ville s’apaise.
Au printemps 836, Liu Congjian, le gouverneur militaire du circuit de Zhaoyi (昭義), présente à l'empereur une accusation écrite très sévère envers les eunuques, où il affirme que les chanceliers exécutés étaient innocents et que les eunuques sont coupables de crimes graves. Les eunuques essayent d'abord d'apaiser Liu en le couvrant d'honneurs, mais il continue ses accusations contre eux, et tout particulièrement contre Qiu. D’après les sources d'époques, c'est uniquement grâce aux accusations de Liu que les eunuques décident de rendre une certaine liberté d'action à l'empereur Wenzong, Li Shi, et Zheng Tan, afin d’apaiser les tensions. Malgré ce recul, les historiens chinois de la dynastie Tang et des dynasties suivantes s'accordent sur le fait qu'après l'incident de la rosée douce, et presque jusqu'à la chute de la dynastie Tang, les eunuques ont la mainmise sur le gouvernement, et sont les seuls à déterminer qui monte sur le trône après la mort d'un empereur.